# 英国勅許会計士
英国勅許会計士（えいこくちょっきょかいけいし）とは、スコットランド、イングランド及びウェールズ、並びにアイルランドの3つの勅許会計士協会から別々に授与される勅許会計士資格を日本語において総じて呼んだ呼称である。また、勅許会計士は、英連邦の国々にも存在する。

## 沿革
19世紀にイギリス女王の勅許(Royal Charter)を受け設立されたICAEW（イングランド及びウェールズ勅許会計士協会）が授与する会計士資格を伝統的に日本では、英国勅許会計士と呼ぶ傾向がある。これは、現在日本において休止中の制度である「外国公認会計士」として登録した、当時日本在住の英国人会計士たちにイングランドの勅許会計士協会の者が多かったことに由来する（翻訳されたのが何十年も前のことのため「勅許」(Royal Charter)という古めかしい訳になっている）。
実際にはこれらの協会があくまでも相互認知の協定を交わしているので内容として同じであるというだけで、英国勅許会計士協会などという組織は存在しない。国内法的にはスコットランド王国とイングランド王国は別であり勅許会計士団体も別に存在する。またアイルランドの勅許会計士協会はアイルランドの南北分裂後も統一団体として継続しており、英国領北アイルランドとアイルランドの二カ国にかけて勅許会計士を認定している。また勅許会計士は他の英国連邦の国も含めて存在する。

## 勅許会計士相互認定国
- スコットランド
- イングランド（ウェールズを含む）
- アイルランド（南北統一）
- カナダ
- オーストラリア
- ニュージーランド
- 香港
- ジンバブエ
- 南アフリカ共和国
- パキスタン

と英国連邦の勅許会計士団体である。

## 上級資格
有資格者はACA（勅許会計士：Associate of the Chartered Accountants）と呼ばれる。ACA資格取得後10年以上をへて、一定の条件を満たすと、上級資格であるFCA(Fellow of the Chartered Accountants)の称号が与えられる。有資格者には、国際会計基準審議会の会長であるデイビッド・トウィーディー（スコットランド勅許会計士）や副議長のトマス・ジョーンズ（イングランド勅許会計士）などがいる。
ICAEWの英国勅許会計士（ACA）は世界最古の会計士資格であるが、設立当時ではロンドンの会計事務所以外からの会員を受け入れず、上場企業の監査を独占しようとしたため、これに反発した会計士協会が複数設置された。20世紀後半にできた、比較的新しい資格であるACCA（勅許公認会計士）は、呼称が紛らわしいが、別の資格である。イギリスの四大会計事務所（Big4）に入社後、全員がACAのトレイニーとなり最終的にはACAの資格収得が監査部門に残ることの条件とされる。試験科目は論述形式で全15科目あり、最終試験のケーススタディーは入社3年目以降にならないと受験できない。